# Igreja Católica na Líbia
A Igreja Católica na Líbia é parte da Igreja Católica universal, em comunhão com a liderança espiritual do Papa, em Roma, e da Santa Sé. Em geral os membros católicos são expatriados de outros países, como filipinos, subsaarianos, e apenas cerca de 150 ex-muçulmanos, estes últimos particularmente vulneráveis à perseguição. Os números de católicos (e de outros cristãos) são baixos, especialmente após o início dos conflitos que levaram o país a duas guerras civis. Após a derrubada do regime de Muammar Gaddafi, grupos islâmicos militantes lutam para conquistar vantagens perante o Estado. Os poucos líbios que são cristãos, e não muçulmanos, têm de manter a fé em segredo, ainda que os convertidos do islã sejam poucos. Os líbios étnicos são proibidos de participar de serviços religiosos cristãos. O surgimento de programas de TV cristãos via satélite e sites cristãos em árabe, fez com que o interesse no cristianismo venha aumentando. Como na maioria dos países muçulmanos, a conversão causa pressão social e familiar. É comum que os cristãos que expressem sua fé publicamente, tanto líbios quanto estrangeiros, sejam mortos brutalmente, ou enfrentem prisões, trabalhos forçados, ameaças ou agressões.

### Referências bíblicas

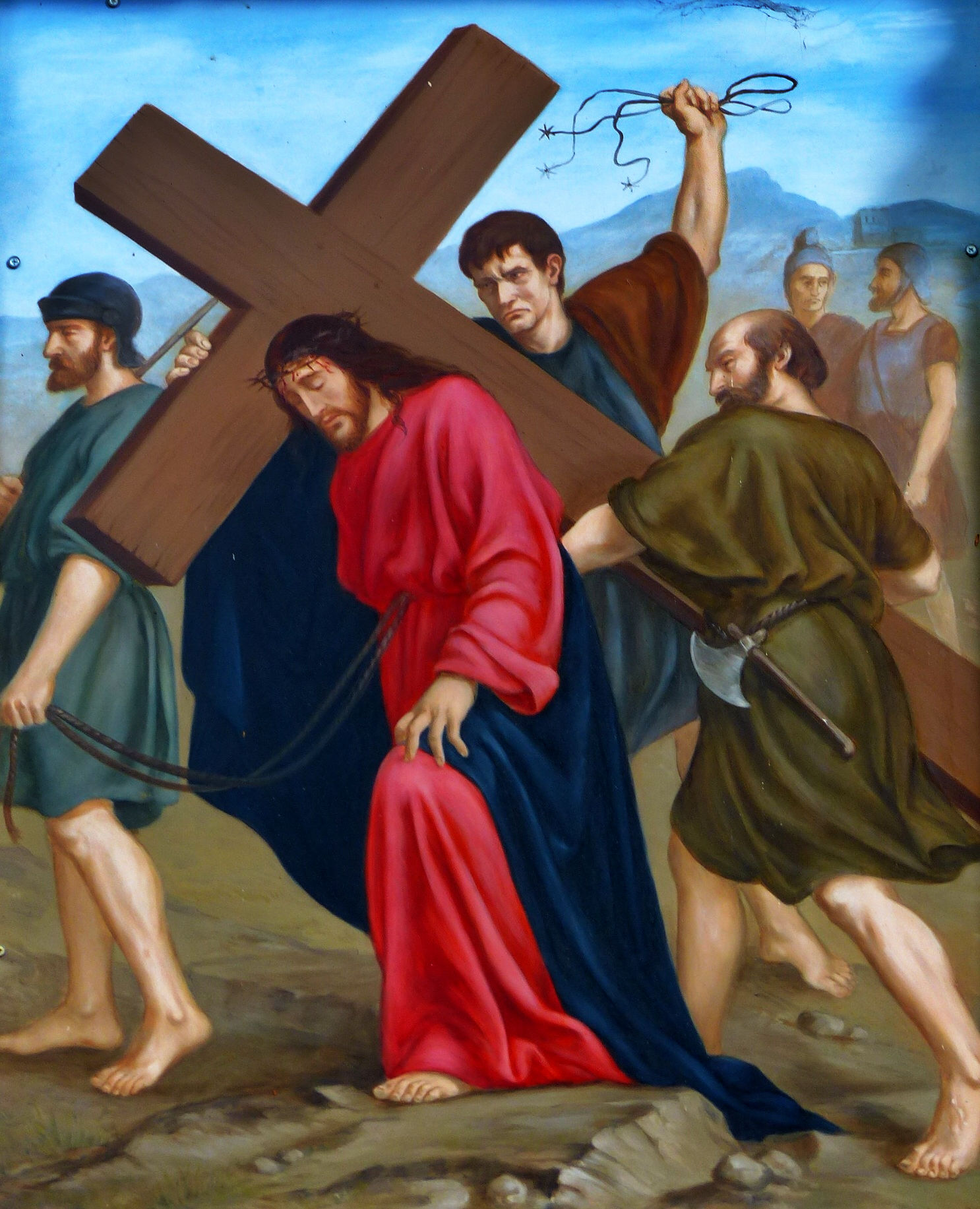
Imagem da quinta estação da Via Crúcis, em que Simão Cireneu ajuda Jesus a carregar a cruz até o calvário.

### Cristianismo primitivo

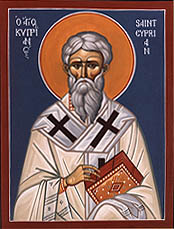
São Cipriano de Cartago.

### Pós-independência

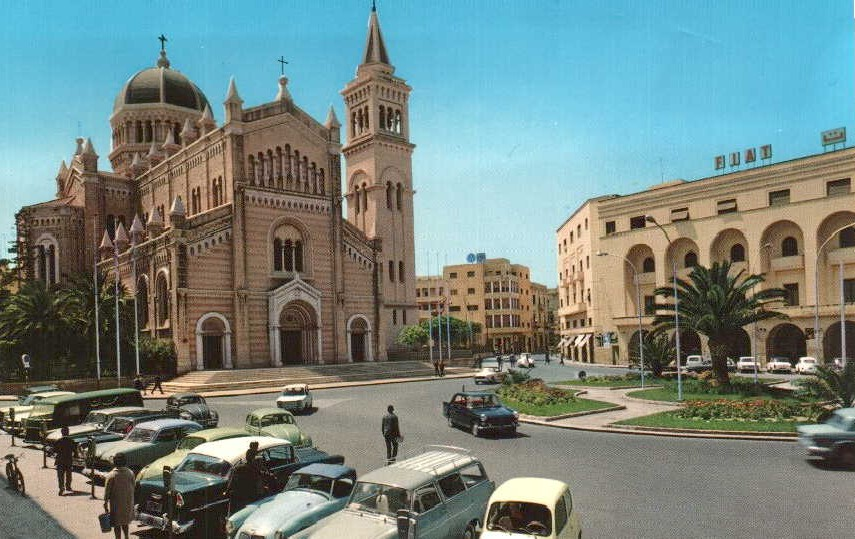
Antiga catedral de Trípoli. Foto tirada em 1960.

### Primavera Árabe

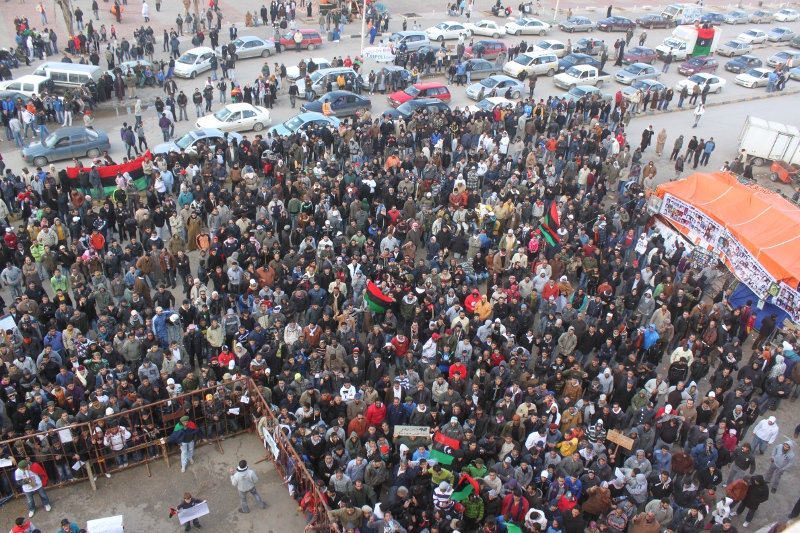
Multidões se reuniram do lado de fora do tribunal principal de Bengazi todos os dias para cantar slogans contra o regime de Gaddafi e homenagear aqueles que morreram no levante com procissões fúnebres e carregando cartazes com seus nomes e fotos.

## História